# Arménské letectvo
Arménské letectvo je vojenské letectvo zformované nezávislou Arménií v roce 1992 v souvislosti s rozpadem Sovětského svazu. Je organizováno a vybaveno především k poskytování přímé letecké podpory arménské armádě a k letecké přepravě v hornatém terénu. Arménie se navzdory kontroverzím výrazně spoléhala na ochranu vzdušného prostoru ze strany svého dlouholetého spojence - Ruska.

## Historie
Letectvo rovněž poskytovalo účinnou podporu během bojů s Ázerbájdžánem během první války o Náhorní Karabach v letech 1992 až 1994. Arménské letectvo sice následně provozovalo jediný nadzvukový letoun Mig-25PD, ale o ochranu vzdušného prostoru se staraly rovněž stroje MiG-29 ruského letectva v rámci smlouvy o vojenské spolupráci. Arménie zároveň sázela na silnou protivzdušnou obranu.

V roce 2003 se arménská vláda pustila do modernizace a rozšíření vzdušných sil. Země následující rok nakoupila mj. 10 bitevních letounů Su-25 ze Slovenska.

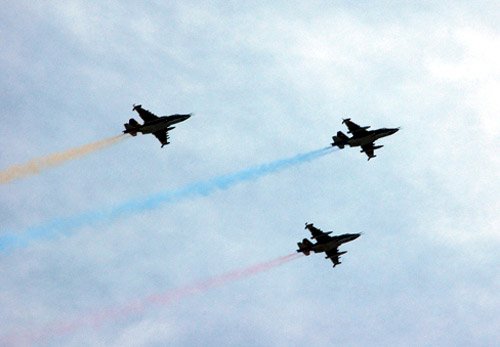
Roj arménských Su-25

V březnu 2015 byla vydána zpráva, že společnost Irkut Corporation jedná s Arménií o nákupu cvičných a lehkých bojových letounů Jakovlev Jak-130.
K výraznému posílení kvalitativních (a také obnovení nadzvukových) schopností arménského letectva přispěly čtyři víceúčelové bojové letouny Su-30 zakoupené z Ruska v roce 2019, arménský ministr obrany David Tonoyan zmiňoval možný nákup dokonce 12 strojů. Arménie přesto nedokázala vyrovnat rostoucí převahu svého hlavního protivníka - Ázerbájdžánského letectva, které se kromě letky stíhacích letounů Mig-29 stalo průkopníkem v oblasti bezpilotních prostředků.

### Druhá válka o Náhorní Karabach

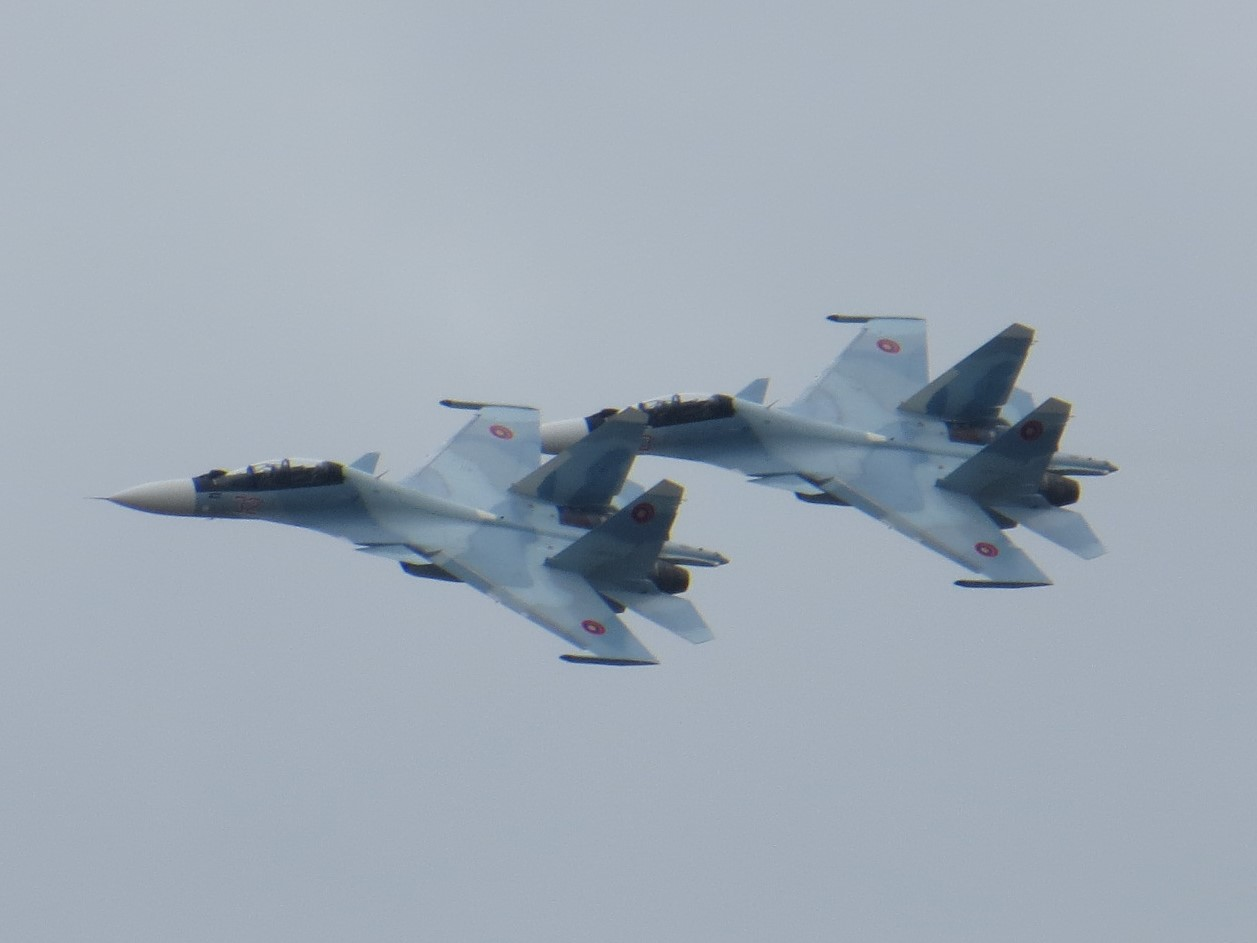
Arménské Suchoj SU-30 na Dni Vítězství - 9.5.2020

Výraznou vzdušnou převahu Ázerbjádžánu prokázala druhá válka o Náhorní Karabach, která po dlouhodobé eskalaci vypukla v září 2020. Arménské síly utrpěly katastrofální ztráty stovek kusů těžké techniky, na kterých měly výrazný podíl zejména drony Bayraktar TB-2. Arménské letectvo navíc přišlo o letoun Su-25, který měl být sestřelen Tureckem, vrtulník Mi-8, ale například i 18 radarů, 15 samohybných protiletadlových děl nebo 39 protiletadlových raketových kompletů.
Arménský premiér Nikol Pašinjan se stal terčem velké kritiky poté, co v březnu 2021 přiznal, že země do bojů nenasadila moderní letouny Su-30 z důvodu, že pro ně včas nebyla nakoupena potřebná výzbroj.
V září 2024 se objevily informace o zájmu arménské strany o modernizaci stávajících letounů Su-30 a následně i nákup dalších 8-12 strojů, ovšem u indického výrobce Hindustan Aeronautics Limited.

## Letecká technika
| Název                          | Fotografie     | Původ          | Určení                      | Verze          | Počet          | Pozn.           |
| Bojové letouny                 | Bojové letouny | Bojové letouny | Bojové letouny              | Bojové letouny | Bojové letouny | Bojové letouny  |
| ------------------------------ | -------------- | -------------- | --------------------------- | -------------- | -------------- | --------------- |
| Suchoj Su-30                   |                | Rusko          | víceúčelový bojový letoun   |                | 4              |                 |
| Suchoj Su-25                   |                | Rusko          | bitevní letoun              |                | 13             | Navíc 2 cvičné. |
| Dopravní a transportní letouny |                |                |                             |                |                |                 |
| Il-76                          |                | Rusko          | transportní letoun          |                | 3              |                 |
| Vrtulníky                      |                |                |                             |                |                |                 |
| Mil Mi-8                       |                | Rusko          | víceúčelový vrtulník        | Mi-8/17        | 11             |                 |
| Mil Mi-24                      |                | Rusko          | bitevní vrtulník            | Mi-24/35       | 15             |                 |
| Cvičná letadla                 |                |                |                             |                |                |                 |
| Aero L-39                      |                | Československo | proudový cvičný letoun      |                | 10             |                 |
| Mil Mi-2                       |                | Polsko         | cvičný/víceúčelový vrtulník |                | 1              |                 |